# Hetton-le-Hole
Hetton-le-Hole este un oraș în comitatul Tyne and Wear, regiunea North East, Anglia. Orașul se află în districtul metropolitan Sunderland.